# Cololejeunea azorica
Cololejeunea azorica là một loài Rêu trong họ Lejeuneaceae. Loài này được V. Allorge & Jovet-Ast mô tả khoa học đầu tiên năm 1955.